# Željko Radmilović
Željko Radmilović (Split, 1919. – Split, 1996.), bio je hrvatski kipar. Talentirani umjetnik koji nije ostvario koliko je mogao zbog raznih, u potpunosti neobjašnjenih razloga.
Stvaralaštvo akademskog kipara Željka Radmilovića neobično je u okviru splitske, pa i šire hrvatske skulpture. Rođen u Splitu 1919. godine, uvijek je ostao vjeran gradu svojih roditelja i djedova. Podstreke za bavljenje umjetnošću dobio je zacjelo od oca Mate Radmilovića, majstora cijenjenih zidnih štukatura izvođenih u Splitu i Beogradu.
Na Umjetničku akademiju u Zagrebu upisao se 1939. godine, u klasi Frane Kršinića, ali nauke prekida zbog kriznih predratnih i ratnih prilika. U jesen 194. odlazi u NOBu. Tek nakon rata je mogao nastaviti studije na Akademiji, a nakon diplomiranja usavršava se 1950. i 1951. u majstorskoj radionici kipara Antuna Augustinčića.
Vrativši se u Split predaje u Školi primijenjenih umjetnosti i Višoj pedagoškoj školi, a zatim djeluje kao samostalni umjetnik, boreći se za preživljavanje s obitelji, u gradu koji je imao previše umjetnika, a malo zanimanja političke i građanske sredine za umjetnost. Zbog toga je bio prisiljen baviti se i primijenjenom umjetnošću i izradom suvenira. Ujedno je bio povremeni scenograf u kazalištu.
Od 1950. bio je član dalmatinske (splitske) podružnice Hrvatskog društva likovnih umjetnika, a neko vrijeme i njezin predsjednik.
Zbog ratnih prilika i zakašnjelog školovanja dosta je kasno počeo djelovati kao kipar, u tridesetim godinama života. Od 1952. redovito je izlagao na godišnjim i ostalim izložbama splitskih umjetnika, ne samo u Splitu nego i u Zadru, Šibeniku, Sarajevu, Rijeci, Dubrovniku, Skoplju, Mostaru, Drnišu, Korčuli, Subotici, sve do 1979. godine. Međutim, začuđuje da je samo jednom samostalno izlagao, i to ne u Splitu, nego u Zagrebu 1958. u ULUHovom salonu u Praškoj ulici. Njegova su djela 1979. bila izložena na X. splitskom salonu, a 1985. s radovima tadašnjih i bivših nastavnika Filozofskog fakulteta, kao i a na retrospektivnoj izložbi članova HDLa u Splitu.
Najdjelatniji je bio šezdesetih godina, a 1975. naglo je prestao raditi, donekle zbog poteškoća koje je imao s bolesnom rukom, ali više što, iz nepoznatih razloga, više nije htio stvarati. Možda je tome bilo presudno i neko razočarenje u društvenoj sredini, ali i njegova čudljiva narav, koja je bila razlogom čestih nesporazuma, s pojedincima, s kolegama, pa katkada i s cijelim društvom. Tako njegovo djelatno bavljenje kiparstvom i primijenjenim umjetnostima nije trajalo niti punih 25 godina.
Ne može se ustvrditi ni da je s društvene, pogotovo administrativno-političke strane, bio zapostavljan jer je po narudžbama izradio nekoliko javnih spomenika, spomen-poprsja i oprema javnih ustanova. Za istaknuti spomenik zatvorenicima dobio je 1977. Nagradu grada Splita.
Osamdesetih je godina namjeravao prirediti drugu svoju samostalnu izložbu, ujedno prvu u Splitu, ali je i od toga odustao.
Do smrti 1996. potpuno se povukao iz javnog i umjetničkog života, darovavši prethodno svoj kiparski alat i likovnu literaturu Školi likovnih umjetnosti na kojoj je nekada predavao.